# Alain Bauer
Pour les articles homonymes, voir Bauer.
Alain Bauer est un professeur de criminologie français, né le 8 mai 1962 dans le 13e arrondissement de Paris.
Il enseigne, entre autres, au Conservatoire national des arts et métiers, dans plusieurs universités de Paris, au John Jay College of Criminal Justice à New York, à l'université de Shanghai, à l'Institut international pour la recherche sur le terrorisme à Herzliya en Israël, etc. Il est l'auteur d'une quarantaine d'ouvrages sur la criminalité. Il a été conseiller de Michel Rocard, consultant du président de la République française Nicolas Sarkozy et du ministre Manuel Valls sur les questions de sécurité et de terrorisme, après l'avoir été pour les ministres de l'Intérieur qui ont précédé ce dernier depuis Jean-Pierre Chevènement. Certains sociologues et juristes ont critiqué ses travaux sur le sujet, contestant leur validité scientifique.
Franc-maçon, il a également été grand maître du Grand Orient de France de 2000 à 2003. Il est l'auteur d'une trentaine d'ouvrages sur la franc-maçonnerie.

## Biographie

### Situation personnelle
Fils de Georges Bauer et de Monique Ejzenberg, Alain Bauer est un descendant de familles juives ayant fui les pogroms d'Europe de l'Est. Il passe sa jeunesse à Paris. À l'âge de 15 ans, il rejoint le Parti socialiste.
Il obtient son baccalauréat en suivant les cours des lycées Simone Weil et Arago, devenant aussi par ailleurs franc-maçon du Grand Orient de France à cette même période.
En 1980, il se lie d'amitié avec Manuel Valls (dont il est le parrain du deuxième fils) et avec Stéphane Fouks qu'il rencontre à Tolbiac. Il partage avec eux un engagement politique en faveur de Michel Rocard.

### Enseignement
Après une formation de science politique (DESS de politique publique et gestion des organisations), Alain Bauer est enseignant vacataire à l'Institut d'études politiques de Paris et à l'Institut de criminologie de l'université Paris II. Il dispense également des cours à l'étranger (John Jay College of Criminal Justice à New York, université de Pékin, Institut international pour la recherche sur le terrorisme à Herzliya en Israël) et a été membre du conseil d'administration de l'Institut de relations internationales et stratégiques (IRIS) jusqu'à fin 2009.
Alain Bauer est, depuis 2013, membre du comité scientifique de la Revue française de criminologie et de droit pénal. Il est également éditeur de l'International Journal of Criminology depuis 2014.
En mars 2009, à la suite d'un décret du président Nicolas Sarkozy, créant la première chaire de criminologie appliquée en France, il en devient le premier professeur titulaire au Conservatoire national des arts et métiers. Sa nomination à ce poste suscite des critiques émanant de personnels du CNAM,,, de plusieurs universitaires français et de médias,.
Sur le même thème, à la suite de cette nomination, une tribune publiée dans Le Monde remet fondamentalement en question le travail d'Alain Bauer dans le domaine de la criminologie. Michel Lallement, sociologue du travail au CNAM, Christine Lazerges, juriste à l'université Paris 1 Panthéon-Sorbonne et Philip Milburn, sociologue à l'université de Versailles-Saint-Quentin-en-Yvelines affirment ainsi : « Les publications signées par M. Bauer sont contestées par tous les spécialistes reconnus, psychiatres, psychologues, juristes et sociologues de la déviance et des questions pénales. La liste des critiques est saisissante. » Ils étayent leur affirmation en établissant une liste d'erreurs méthodologiques.
Alain Bauer répond le même jour dans ce journal et sur son site web que ces attaques personnelles sont pour lui basées sur des motifs « plus militants et politiques que scientifiques ».
Il soutient sa thèse de doctorat en droit : Crime et criminologie : une archéologie juridique, politique et sociale, sous la direction de Christian Vallar, le 14 décembre 2016 à l'université Côte d'Azur.

### Conseil
Alain Bauer a été président de AB Associates, société de conseil en sécurité et gestion des crises, créée en 1994, jusqu'en juillet 2010. La société a été dissoute le 28 juillet 2010.
Concernant les activités de conseil d’Alain Bauer pour le groupe Renault-Nissan, pour lesquelles il aurait perçu plus de 200 000 euros par an, des médias s’interrogent sur plusieurs points : lien avec Carlos Ghosn, circuits et sources des financements, relations auprès de personnages politiques de premier plan,.

### Missions officielles
Il a été membre de la Commission nationale consultative des droits de l'homme entre 2000 et 2003, et de la Haute autorité de lutte contre les discriminations et pour l'égalité (la Halde), de 2005 à 2007. Il a été nommé en 2003 président du conseil d'orientation de l'Observatoire national de la délinquance par Nicolas Sarkozy, alors ministre de l'Intérieur, et, depuis 2007, de la Commission nationale de la vidéo-surveillance.
Conseiller de la police de New York, de la Sûreté du Québec et du Los Angeles Sheriff Department, il a également été cité en qualité d'expert étranger par la commission chargée d'une étude sur le terrorisme interne aux États-Unis en août 2007.
Nommé président de la commission sur le contrôle des fichiers de police, il a publié deux rapports sur le sujet en 2006, et 2008. Il a également été rapporteur du groupe de travail sur la police de sécurité quotidienne, proposant une organisation plus cohérente des services sur le territoire national[réf. souhaitée].
Le président de la République Nicolas Sarkozy et le Premier ministre François Fillon lui ont demandé de diriger une mission pour le rapprochement des instituts de formation, de recherche et d'analyse des questions de sécurité et stratégiques en août 2007. En cette qualité, il a prôné, avec Michel Rocard, la présidentialisation des questions de sécurité en soutenant la création d'un Conseil national de sécurité, sur un modèle différent de celui des États-Unis. Par ailleurs, il a dirigé le groupe de pilotage chargé de la fusion IHEDN/CHEAR et INHES/IERSE et de la création d'un Conseil supérieur de la formation et de la recherche stratégiques le 17 novembre 2009, chargé de mutualiser les crédits de recherche et de les réorienter sur l'université (et non plus sur les organismes privés tels que l'IFRI). Il préside le CSFRS depuis janvier 2010. Il est chargé en avril 2011 avec le Préfet de Police Michel Gaudin, de la rédaction du Livre Blanc de la Sécurité Publique.
Alain Bauer est membre laïc du conseil de direction de l'Institut européen en sciences des religions.
Il est nommé, par le ministre de l'Intérieur Claude Guéant, membre du collège du Conseil national des activités privées de sécurité, organisme public placé sous la tutelle du ministre de l'Intérieur, dont il est élu président en janvier 2012. Il est réélu en 2015. Son mandat expire fin 2017, peu avant la publication par la Cour des comptes d'un rapport sévère avec le CNAPS. La Cour s'inquiète que plus de neuf demandes sur dix d'exercer soient satisfaites, doute de la fiabilité des enquêtes administratives préalables et déplore la faible assiduité de certains de ses dirigeants et plusieurs cas de conflits d'intérêts. Elle regrette que moins du tiers des sanctions financières infligées entre 2012 et 2016 aient été recouvrées et que les signalements au parquet demeurent quasi nuls même pour des faits graves, ce qui laisse le secteur de la sécurité dans une situation anarchique.
Il démissionne de la présidence du conseil d'orientation de l'ONDRP et du groupe de contrôle des fichiers de police et de gendarmerie en 2012.

### Engagement politique
Ancien dirigeant de l'UNEF-ID, puis conseiller auprès du Premier ministre Michel Rocard de 1988 à 1990, Alain Bauer possède de nombreux liens avec des responsables du Parti socialiste, dont Jean-Christophe Cambadélis, Jean-Jacques Urvoas, Manuel Valls ou d'autres dirigeants et anciens militants de la MNEF, dont il était administrateur minoritaire.
Selon le quotidien de gauche L'Humanité, Alain Bauer passe « de gauche à droite dans les années 1990 », avant de se rapprocher de Nicolas Sarkozy dans les années 2000.

### Télévision
Il intervient régulièrement sur Cnews. Depuis le 13 février 2021, Alain Bauer participe à l'émission Au bout de l'enquête, la fin du crime parfait ?, présentée par Marie Drucker chaque samedi à 14 heures sur France 2.

### Jeux olympiques de Paris 2024
À l'approche des JO de Paris, il déclare dans l’émission C dans l’air sur France 5 que « la cérémonie d’ouverture des Jeux est une folie criminelle », en pointant un manque de sécurité pour les athlètes et le public. Il détaille ses inquiétudes à la vue des tensions que provoque l'accumulation de conflits externes et des tensions sociales internes du moment. Ses craintes se portant particulièrement sur la cérémonie d'ouverture des Jeux et le défilé de péniches, qualifié de « folie » par le préfet de Paris et de « pari inutile » par lui-même. 
À l'issue de la cérémonie des Jeux paralympiques qui clôture les Jeux de Paris 2024, devant le constat qu'aucun incident majeur n'est venu perturber l'événement mondial, il évoque ces propos dans un interview, comme étant ceux d'un représentant « de tous ceux (...) qui étaient terrorisés par l'insouciance dans laquelle cette cérémonie se préparait ». Le directeur de la création de Paris 2024, Thierry Reboul, évoque cette réaction sur BFM TV, la trouvant consternante et estimant que le plus approprié aurait été qu'Alain Bauer reconnaisse son erreur d'analyse et éventuellement s'excuse. Il appelle en outre à tirer l'enseignement de cet épisode où l'optimisme a selon lui pris le pas sur le pessimisme ambiant.

## Affaires judiciaires

### Affaire Clearstream 2
En septembre 2006, ses bureaux sont perquisitionnés dans le cadre de l'affaire Clearstream 2. Les enquêteurs sont à la recherche d'éléments sur les informations qu'il aurait découvertes sur le corbeau présumé de l'affaire, Jean-Louis Gergorin.

### Détournement de fonds publics
Dans un article du site Mediapart daté du 28 novembre 2014, Laurent Mauduit dénonce certains faits. Alain Bauer aurait profité de contrats de complaisance avec la Caisse des dépôts et consignations sans utiliser la procédure obligatoire d'appel d'offres en marché public et pour des notes de conseil jugées par l'auteur sans intérêt. Plusieurs milliers d'exemplaires du guide gastronomique Champérard, contrôlé à 50 % par le criminologue, ont aussi été achetés par la CDC, selon cette même source. Le site Mediapart publie par ailleurs la note que produit en réponse Alain Bauer. À la suite de ces révélations, une enquête préliminaire est ouverte, notamment pour « abus de biens sociaux » et « détournement de fonds publics » par le parquet financier. Dans le cadre de cette enquête, les locaux du groupe Aéroport de Paris (ADP) ainsi que son domicile sont perquisitionnés le 10 janvier 2017. Ces investigations dévoilent six contrats de prestations de service conclus avec la CDC ou la CDC internationale et AB conseil de 2008 à 2012 pour un montant de 925 000 euros, quatre commandes à la société Champerard pour un montant total de 333 596 euros, et deux contrats conclus par ADP avec X Diagnostic (30 000 euros) et AB Conseil (89 700 euros). À la suite de ces enquêtes, Alain Bauer est mis en cause pour recel de favoritisme et de détournement de fonds publics. 
Le procès se tient du 25 novembre au 2 décembre 2024. À son terme, jusqu’à un an de prison ferme et 375 000 euros d’amende sont requis contre les cinq prévenus dont Augustin de Romanet, Jean-Pierre Jouyet et Alain Bauer, soupçonnés de favoritisme pour les deux premiers et de recel pour le troisième. 
Absent lors de son procès, il est condamné le 5 mars 2025 à douze mois de prison avec sursis et 375 000 euros d’amende, pour avoir bénéficié de contrats de complaisance. Il s'agit de la peine maximale prévue par la loi. Le tribunal condamne, en outre, Alain Bauer à une peine d'exclusion des marchés publics pour une période de trois ans. À la suite de cette condamnation, il aurait fait une tentative de suicide.

### Affaire Lafarge
Dans l’enquête judiciaire qui implique le groupe Lafarge pour, notamment, financement d’une entreprise terroriste en Syrie, le rôle d’Alain Bauer pose question selon le journal L’Express.

### Contrat Renault-Nissan
Une enquête est ouverte en mai 2019 au sujet des contrats qui le lient à Renault-Nissan. L'entreprise, à l'origine de la plainte, explique que « la réalité de ses travaux n’a jamais été démontrée » et soupçonne son ancien PDG Carlos Ghosn d'avoir utilisé sa position pour faire profiter ses proches,. Alain Bauer est placé sous statut de témoin assisté dans le cadre de l'instruction.

## Franc-maçonnerie
Alain Bauer est membre du Grand Orient de France, conseiller de l'ordre et adjoint de Philippe Guglielmi de 1996 à 1999, puis grand maître de 2000 à 2003, avant de démissionner de toutes ses responsabilités nationales en 2005, après que des reproches lui ont été faits quant à ses prises de parole médiatiques.

## Critiques
En 1999, le sociologue Laurent Mucchielli publie un article, repris par l'Université du Québec à Chicoutimi intitulé Expertise ou supercherie sur les « violences urbaines » qui critique l'ouvrage d'Alain Bauer et Xavier Raufer : Violences et insécurités urbaines.
En 2002, Jean-Philippe Melchior présente un ouvrage de Philippe Engelhard, La Violence de l'histoire, dans les colonnes de la revue de sociologie Esprit critique. Il y est rapporté les chiffres et les analyses « contestables et douteux » d'Alain Bauer, ainsi que le conflit d'intérêts entre ses missions publiques et son métier de consultant en sécurité,.
Le sociologue Laurent Bonelli a reproché à Alain Bauer et Xavier Raufer d'affirmer notamment dans La Guerre ne fait que commencer qu'« à partir de ces zones de non-droit inaccessibles aux forces de l’ordre et grouillant d’armes de guerre, assurer la logistique d’un réseau terroriste est stricto sensu un jeu d’enfant ».
En 2003, Alain Bauer reçoit un Big Brother Award de la part de l'association Privacy International pour l'ensemble de son œuvre. Ce prix concerne des « sociétés ou personnes s'étant distinguées par leur mépris du droit fondamental à la vie privée ou par leur promotion de la surveillance et du contrôle des individus ». Alain Bauer réagit à l'attribution de ce prix de la façon suivante : « J'ai un mépris amusé pour ce genre de tribunal populaire à sens unique où il ne m'a jamais été donné l'occasion de me défendre. On fait de moi un défenseur de la tolérance zéro alors que j'ai toujours écrit l'inverse, encore faut-il savoir lire. »
Le journal L'Express, dans un reportage de janvier 2011, dresse un portrait mettant en avant son besoin de reconnaissance et son manque de modestie. La journaliste y relate la critique d'un autre grand maître — l'avocat parisien Jean-Michel Quillardet — lui reprochant de médiatiser sa personne : « Il a été un bon grand maître, très actif, mais son ego surdimensionné l'a incité à médiatiser autant sa personne que l'obédience. Prenez le Dictionnaire amoureux de la franc-maçonnerie, qu'il vient de publier : dans ce domaine, il semblerait qu'il y ait eu peu de choses avant lui et… rien après. ». Cette critique interne à la franc-maçonnerie adressée à Alain Bauer n’est pas la première, ce qui l’a amené à démissionner de l’obédience,.
Le sociologue Mathieu Rigouste a dénoncé, dans Les Marchands de la peur, son rôle dans la promotion d'une idéologie sécuritaire au sein du PS.
Le journaliste Jean-Paul Guilloteau, dans un article de L'Express sur Alain Bauer, écrit que : « Même ses amis le disent, la modestie ne l'étouffe pas [...] ». Ils raillent gentiment sa propension à évoquer sa dernière conversation avec le président ou le secrétaire général de l'Élysée ou à s'éclipser d'un dîner pour cause de visio-conférence avec le chef de la police de New York, Ray Kelly. « Il adore se mettre en scène », pointe le député socialiste Jean-Jacques Urvoas, qui le côtoie depuis trente ans ».
Selon Alizée Vincent du site Arrêt sur images, Alain Bauer se fait fréquemment inviter dans les médias pour parler de terrorisme dont il est censé être un « expert » : or, selon la rédactrice de l'article, il n'a jamais travaillé directement sur ce sujet ni ne possède de qualification professionnelle dans ce domaine.

## Décorations

### Françaises
- Commandeur de la Légion d'honneur (2016)[62], Officier (2010), Chevalier (2002)
- Officier de l'ordre national du Mérite (2006)[63], Chevalier (1997)
- Commandeur de l'ordre des Palmes académiques — (officier en 2005)[64]
- Officier de l'ordre du Mérite agricole
- Commandeur de l'ordre des Arts et des Lettres (2010)[65]
- Médaille d'honneur de la Police nationale

### Étrangères
- Commandeur de l'ordre du Mérite de la République italienne‎[66]

## Publications
- De la régularité maçonnique, Éditions maçonniques de France, coll. « Encyclopédie maçonnique », novembre 1999, 127 p. (ISBN 2-903846-56-1).
- Avec Émile Perez, Amérique, la Violence, le Crime : les réalités et les mythes, PUF, coll. « Criminalité », novembre 2000, 304 p. (ISBN 978-2-13-051412-1).
- Grand O : les Vérités du grand maître du Grand Orient de France, Denoël, coll. « Impacts », octobre 2001, 183 p. (ISBN 978-2-207-25222-2).
- Avec Xavier Raufer, La guerre ne fait que commencer, éditions Jean-Claude Lattès, janvier 2002, 320 p. (ISBN 978-2-7096-2352-0).
- Avec Jean-Claude Rochigneux, Questions à l'étude des loges dans les obédiences de la franc-maçonnerie française, Éditions maçonniques de France, coll. « Réponses maçonniques », mai 2003, 175 p. (ISBN 978-2-84721-039-2).
- Avec Xavier Raufer, L'Énigme Al Qaïda, éditions Jean-Claude Lattès, mai 2005, 280 p. (ISBN 978-2-7096-2743-6).
- Avec Christophe Soullez, Violences et Insécurité urbaines, Paris, PUF, coll. « Que sais-je ? », octobre 2006, 127 p. (ISBN 978-2-13-056503-1).
- Avec Christophe Soullez, Fichiers de police et de gendarmerie : Comment améliorer leur contrôle et leur gestion ?, Paris, la Documentation Française, coll. « Rapports officiels », 2007, 151 p. (ISBN 978-2-11-006454-7).
- Avec Roger Dachez, Les Mystères de Channel Row, Paris, éditions Jean-Claude Lattès, coll. « Crimes et Loges », avril 2007, 322 p. (ISBN 978-2-7096-2852-5).
- Avec François Freynet, Vidéosurveillance et Vidéoprotection, Paris, PUF, coll. « Que sais-je ? », novembre 2008, 128 p. (ISBN 978-2-13-056728-8).
- La Criminalité en France : Rapport 2008 de l'Observatoire national de la délinquance, CNRS Éditions, décembre 2008, 766 p. (ISBN 978-2-271-06762-3).
- Avec Roger Dachez, Le Convent du sang, Paris, éditions J.-C. Lattes, coll. « Crimes et loges / roman historique », septembre 2009, 236 p. (ISBN 978-2-7096-3007-8).
- Avec François-Bernard Huyghe, Les terroristes disent toujours ce qu'ils vont faire, Paris, Presses universitaires de France, coll. « Hors collection », 2010, 368 p. (ISBN 978-2-13-057881-9).
- Avec Roger Dachez, Les 100 Mots de la franc-maçonnerie, Paris, PUF, coll. « Que sais-je ? », 2010, 128 p. (ISBN 978-2-13-057168-1).
- Dictionnaire amoureux de la franc-maçonnerie, Paris, Plon, 2010, 484 p. (ISBN 978-2-259-21120-8).
- Le Rite français, Paris, PUF, 2011, 127 p. (ISBN 978-2-13-058197-0).
- Dictionnaire amoureux du crime, Paris, Plon, coll. « Dictionnaire amoureux », 2013, 940 p. (ISBN 978-2-259-21121-5).
- Avec Michel Barat et Roger Dachez, Les Promesses de l'aube, Paris, Dervy, 2013 (ISBN 979-1-02-420007-1, présentation en ligne).
- Dernières Nouvelles du crime, Paris, CNRS éditions, 2013, 58 p. (ISBN 978-2-271-07999-2).
- « L'Art de la criminologie en milieu hostile », Revue française de criminologie et de droit pénal, vol. 1,‎ octobre 2013 (lire en ligne).
- Avec Roger Dachez, Le Petit Dictionnaire des vrais et faux frères, Paris, Flammarion, septembre 2015, 200 p. (ISBN 978-2-08-133357-4).
- Avec Roger Dachez, Comment vivre au temps du coronavirus ? : un manuel pour comprendre et résister, Paris, Les éditions du Cerf, octobre 2020, 359 p. (ISBN 978-2-204-14203-8 et 2204142034).
- Avec Roger Dachez, L'Encyclopédie des Franc-Maçonnes et des Francs-Maçons, Paris, Gründ, 13 octobre 2022, 296 p. (ISBN 978-2-324-03165-6, présentation en ligne).
- Au commencement était la guerre, Fayard, 2023, 486 p.  (ISBN 9782213725802).
- Tu ne tueras point, Fayard, 2024,  (ISBN 9782213725956).
- Avec Alexis Deprau et Gilles Ferragu, Juger les terrorismes. Regards croisés de la criminologie, du droit et de l'histoire, éditions du Cerf, avril 2024  (ISBN 9782204151849).
- La conquête de l'Ouest, Fayard, 2025.
- Opération Zelensky, First, 2025.

### Préface
- Léo Campion, Lexique pour rire, Paris, Le Cherche midi, 2013, 190 p. (ISBN 978-2-7491-3326-3, présentation en ligne).